# Électre (Sophocle)
Pour les articles homonymes, voir Électre (homonymie).

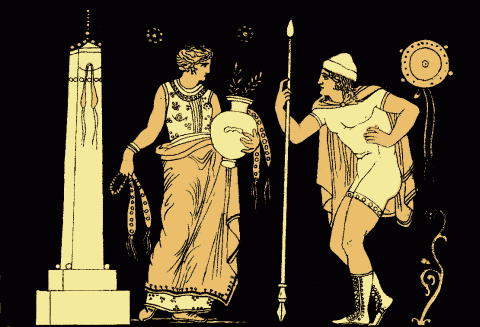
Électre et Oreste

Électre (en grec ancien Ἠλέκτρα / Êléktra) est une tragédie grecque de Sophocle. La date de création précise n'est pas connue mais du fait de son style et de ses thèmes il s'agirait d'une pièce tardive du poète, contemporaine de l'Électre d'Euripide, et créée probablement vers 414 av. J.-C..

## Résumé

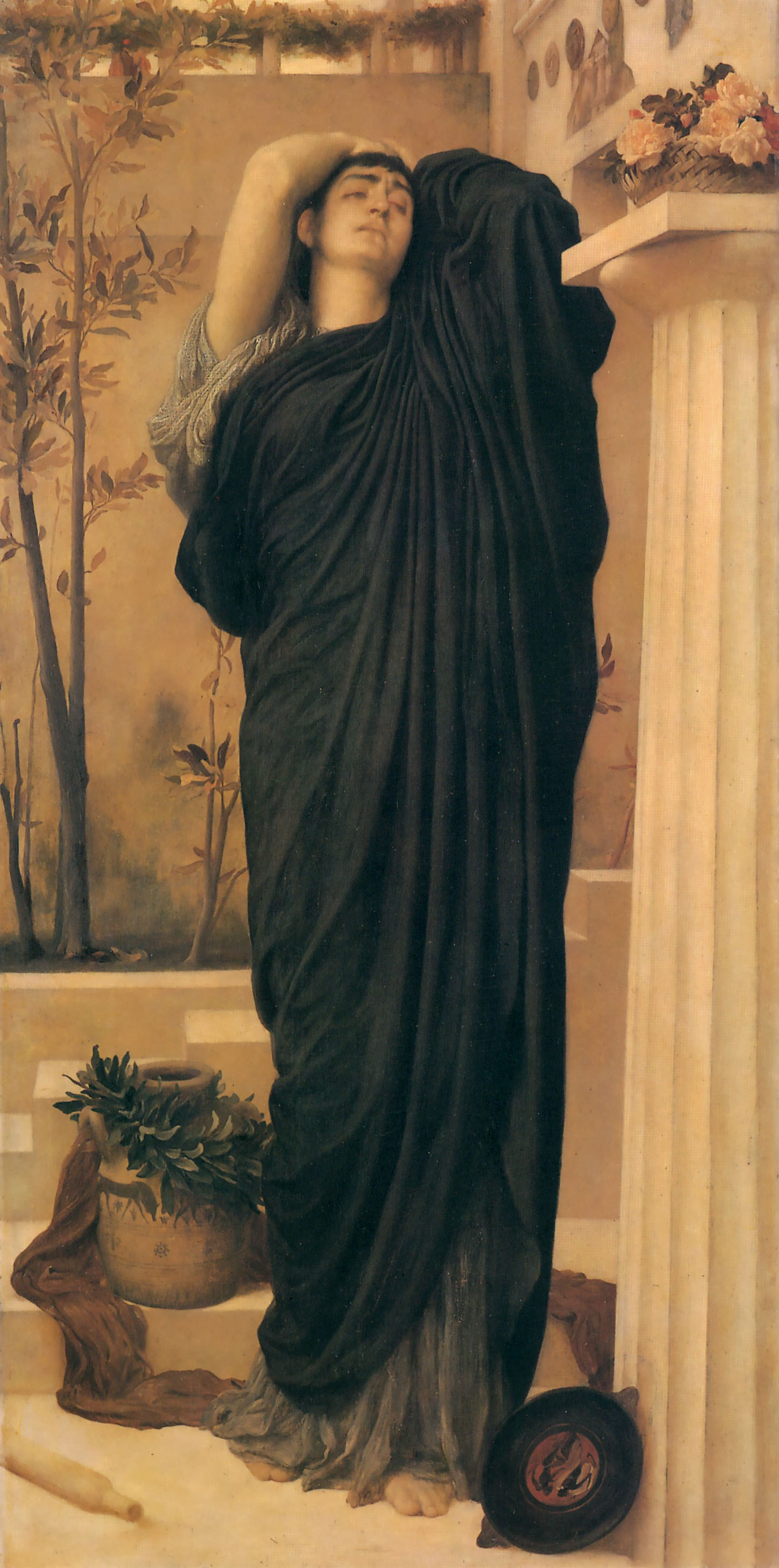
Électre à la tombe d'Agamemnon - Peinture de Frederic Leighton (1869)

La pièce s'inscrit dans le cycle mythologique des Atrides. Elle débute après que le roi de Mycènes, Agamemnon, a été assassiné par son épouse Clytemnestre et l'amant de celle-ci, Égisthe, qui règnent désormais tous deux sur la cité. Électre, fille d'Agamemnon, connaît depuis une existence misérable au palais de Mycènes. Contrairement à sa sœur plus timorée, Chrysothémis, elle, ne se prive pas de dénoncer sa mère et Égisthe. Elle espère ardemment le retour de son frère, Oreste, pour venger le meurtre de leur père.
Au tout début de la pièce, Électre se languit du retour de son frère et se courrouce de voir que sa mère ose mettre des offrandes sur la tombe de son mari qu'elle a assassiné. Oreste vient de revenir à Mycènes mais, par ruse, il décide de faire croire à sa mère et à Égisthe qu'il est mort. Pour cela, il envoie son précepteur annoncer la nouvelle au palais. Cette annonce plonge Électre dans un profond désespoir, mais son frère, qu'elle ne reconnaissait plus, vient l'en tirer. Il part ensuite pour le palais où il tue Clytemnestre. La pièce s'achève alors qu'il est sur le point de faire subir le même sort à Égisthe.
La pièce de Sophocle — comme son titre le suggère — est beaucoup plus centrée sur le personnage d'Électre que l'œuvre d'Eschyle sur le même sujet, Les Choéphores. Les motifs de la vengeance et de la violence en sont les ressorts principaux. Euripide a écrit (plus tard que Sophocle) une pièce du même nom et sur le même sujet.

## Adaptations
- 1903 : Electre, tragédie de Hugo von Hofmannstahl

- 1909 : Elektra, opéra de Richard Strauss sur un livret d'Hugo von Hofmannsthal.
- 1937 : Électre, pièce de théâtre de Jean Giraudoux
- 1938 : Électre, Théâtre d'Épidaure. Katina Paxinou joue Électre.
- 1951 : Électre, mise en scène d'Albert Médina, Théâtre des Noctambules, Paris. Silvia Monfort joue Électre.
- 1962 : Électre, film du réalisateur chypriote Michael Cacoyannis, tourné en grec moderne, avec Irène Papas dans le rôle principal.
- 1986 : Électre, mise en scène par Antoine Vitez avec Évelyne Istria dans le rôle d’Électre. Cette pièce de théâtre connait une adaptation télévisuelle réalisée par Hugo Santiago.
- 1964 :Sandra, de Luchino Visconti est une adaptation d'Electre de Sophocle.
- 2011 : mise en scène par Wajdi Mouawad, traduction par Robert Davreu, musique Bertrand Cantat (album Chœurs)
- 2022 : Electre des bas-fonds, pièce de théâtre et mise en scène par Simon Abkarian, par la Compagnie des Cinq Roues, au Théâtre de la Cartoucherie